# PepsiCo
PepsiCo, Inc., «Пе́псико» — американская транснациональная корпорация в сфере пищевой промышленности, производитель безалкогольных напитков и других пищевых продуктов. Штаб-квартира — в Харрисоне, штат Нью-Йорк. Компания образовалась в 1965 году в результате слияния Thе Pepsi Сola Company с компанией Frito Lay. Более половины выручки компании даёт деятельность в США, ещё 20 % приходится на Мексику, Россию, Канаду, Великобританию и Бразилию. Основными международными брендами компании являются Lay’s, Doritos, Cheetos, Gatorade, Pepsi, Mountain Dew, Quaker и SodaStream.

## История
The Pepsi Cola Company была основана фармацевтом из Северной Каролины Калебом Брэдемом, который, как и многие другие предприниматели, пытался создать напиток, похожий на Coca-Cola, к концу XIX века хорошо продававшийся уже во всех штатах. Наиболее удачную версию, состоящую из газированной воды, сахарного сиропа, ванили, эфирных масел, ореха кола и других ароматизаторов, он назвал «Пепси-кола» (датой рождения напитка считается 28 августа 1898 года). Подражая The Coca-Cola Company, он начал продавать концентрат своего напитка торговцам газированной водой. В 1902 году Брэдем закрыл свою аптеку, полностью посвятив себя «Пепси-коле»; в 1903 году напиток был запатентован, к 1904 году производство сиропа достигло 75 тысяч литров. В 1905 году на правах франчайзинга начали работать первые два бутилирующих завода в Северной Каролине, в 1907 году их уже было 40, а в 1910 году — 250, объём производства сиропа превысил 4 млн литров. Дальнейший рост производства был остановлен Первой мировой войной, поскольку продажа основного ингредиента, сахара, была ограничена, а его цена зафиксирована на уровне 5,5 центов за фунт (22 цента за кг). После окончания войны цена на сахар резко возросла, до 26,5 центов за фунт; ожидая ещё большего роста цены, Брэдем начал скупать сахар впрок, что оказалось ошибкой — уже к концу 1920 года рынок сахара оказался перенасыщенным и цена упала до 2 центов за фунт, в 1923 году компания Брэдема обанкротилась.
В 1928 году Рой Мегаргел (Roy C. Megargel), купив за 35 тысяч долларов права на торговую марку, предпринял попытку возродить производство «Пепси-колы», однако безуспешно. В 1931 году производство напитка попало под контроль Loft, Incorporated, нью-йоркского производителя карамели и прохладительных напитков, который порвал отношения с The Coca-Cola Company и искал новые возможности. Замена «Кока-Колы» на «Пепси-Колу» обернулось для Loft падением продаж безалкогольных напитков на треть. Для продвижения «Пепси-Колы» с 1934 года её начали продавать в бутылках вдвое большего размера (12 унций ≈ 360 мл), чем «Кока-Кола», но за ту же цену (5 центов). Также в этом году была создана дочерняя компания в Канаде, в 1935 году — на Кубе, в 1936 году — в Великобритании.
В 1941 году Loft, Inc. объединилась со своей дочерней компанией по производству «Пепси-Колы», новая компания стала называться The Pepsi Cola Company, её акции начали котироваться на Нью-Йоркской фондовой бирже. Ограничения на продажу сахара во время Второй мировой войны слабо затронули компанию, поскольку у неё с 1940 года были свои плантации сахарного тростника на Кубе. В 1948 году The Pepsi Cola Company начала продажу напитка в жестяных банках; тогда же штаб-квартира была перенесена с Лонг-Айленда на Манхэттен.
С 1950 по 1959 год компанию возглавлял Альфред Стил, бывший вице-президент по продажам The Coca-Cola Company. Под его руководством прибыль компании выросла с 1,3 млн долларов до 14,2 млн, чему немало способствовала его жена (с 1955 года) Джоан Кроуфорд, популярная актриса, при каждом удобном случае рекламировавшая «Пепси-Колу».
В 1963 году компанию возглавил Дональд Кэндалл. За время его правления ассортимент продукции расширился такими брендами, как Patio, Teem, Tropic Surf, Diet Pepsi, Pepsi Light. The Pepsi Cola Company была переименована в PepsiCo в 1965 году после объединения с Frito-Lay, компанией из Далласа, выпускавшей чипсы и другие снэки; эта компания была основана в 1939 году Германом Леем под названием H. W. Lay & Company, в 1959 году она объединилась с компанией Fritos, перед объединением с Pepsi ассортимент продукции Frito-Lay насчитывал 32 позиции, объём продаж превышал 100 млн. В 1966 году компания начала деятельность в Восточной Европе и Японии. В 1970 году оборот компании достиг 1 млрд долларов. В 1970-х годах были куплены две сети ресторанов, Taco Bell в 1977 году и Pizza Hut в 1978 году. Хотя The Coca-Cola Company значительно опережала PepsiCo по присутствию в Европе и большей части Азии, PepsiCo первой начала деятельность в СССР (поставки с 1972 года, производство с 1974 года) и Китае (производство с 1983 года), также с успехом осваивала рынки Ближнего Востока и Латинской Америки.
Среди новых позиций ассортимента продукции в начале 1980-х были Pepsi Free («Пепси-Кола» без кофеина) и Slice (напиток с натуральным соком лимона и лайма). В 1986 году PepsiCo возглавил Уэйн Каллоуэй, до этого успешно руководивший подразделением снэков Frito-Lay. С 1985 по 1993 год были представлены, куплены или получены права на распространение девяти торговых марок: Lipton Original Iced Teas (холодный чай), Ocean Spray (соки), All Sport (спортивные напитки), H2Oh! (газированная вода), Avalon (бутилированная вода) и Mug (корневое пиво). В этот период подразделение ресторанов пополнилось сетью Kentucky Fried Chicken (KFC) в 1986 году и Hot 'n Now в 1990 году, также в 1992-93 годах были куплены сети California Pizza Kitchen (пиццерии), Chevys (мексиканская кухня), East Side Mario’s (итальянская кухня) и D’Angelo Sandwich Shops.
В 1992 году компания проводила акцию «Призы под крышкой» на Филиппинах с целью повышения продаж своей продукции. Из-за того, что по ошибке крышек с выигрышным числом оказалось намного больше, чем ожидалось, разразился скандал, приведший к массовым демонстрациям по всей территории страны и гибели нескольких человек.
В 1996 году на посту главы PepsiCo Каллоуэя сменил Роджер Энрико. Несмотря на то, что до этого он возглавлял подразделение ресторанов, одним из первых шагов нового руководителя стал уход из этого направления деятельности — в 1997 году Taco Bell, Pizza Hut и KFC были объединены в компанию Tricon Global Restaurants (в 2002 году переименованную в Yum! Brands), которая была продана путём первичного размещения акций; другие сети были проданы по отдельности. Это было вызвано необходимостью покрыть значительные убытки от бутилирующих компаний в Латинской Америке в 1996 году, кроме того из-за наличия у PepsiCo собственных сетей ресторанов другие сети отказывались продавать «Пепси-Колу» и другие напитки компании. В 1998 году PepsiCo вышла на рынок соков за 3,3 млрд долларов купив у компании Seagram Company, Ltd. крупнейшего в мире производителя соков, компанию Tropicana Products. В 1999 году была продана (как и сети ресторанов, путём первичного размещения акций) крупнейшая бутилирующая компания «Пепси-Колы» The Pepsi Bottling Group. Сумма размещения составила 2,3 млрд долларов, PepsiCo сохранила за собой 35 % акций. В результате за четыре года правления Роджера Энрико выручка компании сократилась на треть, однако чистая прибыль возросла на 100 млн долларов, долг сократился с 8 млрд до 2 млрд.
В октябре 2000 года был куплен контрольный пакет акций South Beach Beverage Company (торговая марка SoBe). Позже в том же году была куплена Quaker Oats Company, владевшая самым популярным в мире брендом спортивных напитков Gatorade (только в США он занимал 86,3 % рынка), а также производившая снэки и бакалейные товары. Заплатив 13,4 млрд долларов, PepsiCo сумела обойти The Coca-Cola Company и Groupe Danone.
С 2006 по 2018 год компанию возглавляла Индра Нуйи, женщина индийского происхождения, которая проработала 24 года в компании. Индра Нуйи входила в число самых влиятельных женщин мира по мнению Forbes. Её заслуги были отмечены президентом Индии Пранабом Мукерджи в 2013 году — её назвали одной из 25 величайших людей Индии.
В конце первого десятилетия XXI века компания осуществила ряд крупных приобретений в России, купив в 2008 году за 1,4 млрд долларов компанию «Лебедянский», а в 2011 году — компанию «Вимм-Билль-Данн». В 2007 году за 678,7 млн долларов был куплен крупнейший производитель соков на Украине, компания Сандора.
В 2010 году к PepsiCo были обратно присоединены две крупнейшие бутилирующие компании (были выкуплены акции на сумму 7,8 млрд долларов) — The Pepsi Bottling Group (PBG) и PepsiAmericas, что привело к созданию второй в мире (после Nestle) по объёму производства пищевой группы.
В 2015 году основные финансовые показатели PepsiCo снизились, в том числе выручка упала на 5 %. Это было вызвано ухудшением экономической ситуации в двух важных для компании странах, России и Бразилии: падение мировых цен на минеральные ресурсы привело к снижению покупательной способности населения и падению курсов национальных валют этих стран по отношению к доллару США; доля России в выручке компании сократилась с 7 % в 2014 году до 4 % в 2015 году. Кроме того, наблюдается тенденция к снижению спроса на продукцию PepsiCo в США в связи с кампанией по борьбе с ожирением, с 2005 года продажи газированных напитков сократились на 14 %.
В 2018 году за 3,2 млрд долларов была куплена израильская компания по производству аппаратов по газированию воды SodaStream. В 2020 году за 3,85 млрд долларов был куплен производитель энергетического напитка Rockstar Energy.
В августе 2021 года производство соков Tropicana и Naked Juice было продано французской инвестиционной компании PAI Partners; в результате сделки стоимостью 3,3 млрд долларов PepsiCo сохранила 39-процентную долю в этих предприятиях и права на продажу соков под этими брендами на территории США. Производство соков приносило около 3 млрд долларов в год, однако рентабельность этого производства была ниже, чем у другой продукции компании.

## Продукция и торговые марки

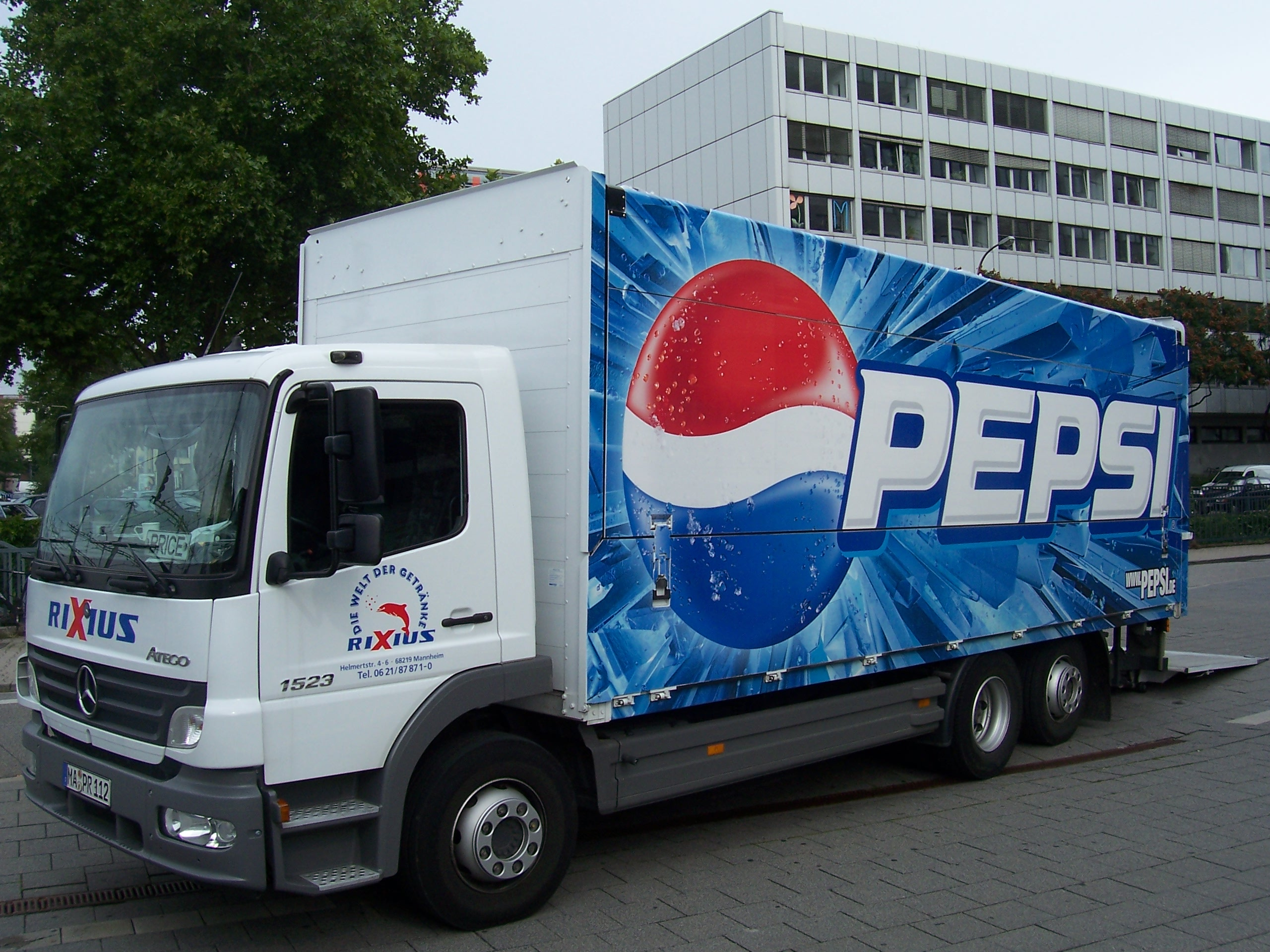
Грузовик, доставляющий продукцию PepsiCo в Мангейме, Германия, 2006 год

Компания выпускает прохладительные напитки и соки под марками:
Amp Energy, Aquafina, Aquafina Flavorsplash, Arto Lifewtr, Baja Blast, BaiCaoWei, Bare, Bokomo, bubly, Diet Mug, Doritos, Driftwell, Duyvis, Emperador, Evolve, G2, Gamesa, Grandma’s, H2oh!, Health Warrior, Imunele, Kas, Lifewtr, Liquifruit, Manzanita Sol, Marias Gamesa, Matutano, Miss Vickie’s, Moirs, Mother’s, Mug, Munchies, протеиновый Muscle Milk, Near East, Off the Eaten Path, Pearl Milling Company, Pronutro, Propel, Quaker, Quaker Chewy, Quaker Simply Granola, Rockstar Energy, Rold Gold, Sabritas, Safari, Sakata, Saladitas Gamesa, San Carlos, Sandora (Сандора?), Sasko, Simba, Smartfood, Smith’s, SoBe, сироп со вкусом пепси SodaStream, Sonric’s, Spekko, Stacy’s, Starry, Sting, Stubborn Soda, V Water, Walkers, Weetbix, White Star, Yachak и др.
- Pepsi, Pepsi Black, Pepsi Max, Pepsi Zero Sugar, Diet Pepsi, Evervess (вне США), Frustyle (вне США)
- лимонный 7UP (вне США), 7UP Free (вне США), Diet 7UP (вне США); апельсиновая Mirinda;
- Mountain Dew, Mountain Dew Code Red, Mountain Dew Game Fuel, Mountain Dew Kickstart, Mountain Dew Zero Sugar, Diet Mountain Dew;
- со вкусом лимона и лайма Sierra Mist[англ.], Sierra Mist Zero Sugar — в январе 2023 года заменены на Starry[18];
- изотонические напитки Gatorade, Gatorade Fit, Gatorade Zero, Gatorlyte;
- энергетические Hard MTN Dew, MTN Dew Energy, Mtn Dew Rise Energy[19], также их алкогольные версии[20];
- соки J-7;
- «Агуша», «Веселый Молочник», «Домик в деревне», «Любимый», «Садочок», «Слов’яночка», «Фруктовый сад», «Чудо», «Я»

А также закуски и иные продукты питания под марками:
Lay’s, Fritos, Santitas и Ruffles (Frito-Lay);
Cracker Jack, Crunchy, Kurkure, Life, SunChips, Toddy, Toddynho, Tostitos, Cap’n Crunch, Ceres, Cheetos, Chester’s, Chipsy, Chokis, Paso de los Toros, Pasta Roni, Snack a Jacks, PopCorners, Rice-A-Roni, Elma Chips,

## Деятельность
PepsiCo состоит из семи основных подразделений:
- Frito-Lay North America (FLNA) — производство и продажа снэков в Северной Америке под торговыми марками Lay’s, Doritos, Cheetos, Tostitos, Fritos, Ruffles, Santitas, а также охлаждённые соусы под торговой маркой Sabra на совместном предприятии со Strauss Group; имеет 40 заводов, штаб-квартира и исследовательский центр находятся в Плейно (Техас); это подразделение в 2022 году дало 27 % от общей выручки компании.
- Quaker Foods North America (QFNA) — производство и реализация товаров (снеков, круп и макаронных изделий) под торговыми марками, принадлежавшими Quaker Oats Company; 5 заводов, крупнейший из них в Сидар-Рапидс (Айова); 4 % выручки.
- PepsiCo Beverages North America (PBNA) — производство и продажа напитков в Северной Америке под торговыми марками Pepsi, Gatorade, Mountain Dew, Diet Pepsi, Aquafina, Diet Mountain Dew, Tropicana Pure Premium, Sierra Mist и Mug, а также холодные чай и кофе в рамках совместных предприятий с Unilever (торговая марка Lipton) и Starbucks; 65 заводов, заводы концентратов в Арлингтоне (Техас), Корке (Ирландия), крупнейший завод соков Tropicana в Брейдентоне (Флорида); доля на рынке прохладительных напитков в США составляет 21 % (The Coca-Cola Company — 20 %); 30 % выручки.
- Latin America — производство и продажа снеков (под торговыми марками Doritos, Cheetos, Marias Gamesa, Ruffles, Emperador, Saladitas, Sabritas, Lay’s, Rosquinhas Mabel, Tostitos) и напитков (Pepsi, 7UP, Gatorade, Mirinda, Diet 7UP, Manzanita Sol, Diet Pepsi и Lipton в Латинской Америке; 55 заводов, в том числе 2 крупных завода по производству снеков в Мексике (Селая и Мехико) и один в Уругвае (Колония-дель-Сакраменто); 11 % выручки.
- Europe — производство и продажа напитков (Pepsi, 7UP, Pepsi Max, Mirinda, Diet Pepsi, Tropicana, Sandora, Lipton), снеков (Lay’s, Walkers, Doritos, Cheetos и Ruffles), молочной продукции («Чудо», «Агуша», «Домик в деревне») и других товаров в Европе; 105 заводов, основной центр подразделения и крупный завод снеков в Лестере (Великобритания), крупнейший завод по разливу напитков в Лебедяни (Россия), производство молочной продукции в Москве (Лианозовский молочный комбинат, Россия), завод чипсов в Кашире, завод в Лехавиме (Израиль); 15 % выручки.
- Africa, Middle East and South Asia (AMESA), — производство и продажа напитков (Pepsi, Mirinda, 7UP, Mountain Dew, Aquafina, Lipton и Tropicana), снеков (Lay’s, Kurkure, Chipsy, Doritos, Cheetos и Crunchy) и других товаров в Африке, на Ближнем Востоке и на Юге Азии; 50 заводов, наиболее крупные из них в Саудовской Аравии (Эр-Рияд) и Сингапуре; 7 % выручки.
- Asia Pacific, Australia and New Zealand and China Region (APAC) — производство и продажа напитков (7UP, Aquafina, Mirinda, Mountain Dew, Pepsi, Lipton и Sting) и снеков (BaiCaoWei, Cheetos, Doritos, Lay’s и Smith’s) в Азиатско-Тихоокеанском регионе, включая Австралию, Новую Зеландию и Китай; крупнейший завод региона в Ухани (КНР); 6 % выручки.

Основной канал сбыта продукции — торговая сеть Walmart (14 % выручки), а также другие торговые сети, независимые дистрибьюторы, торговля через интернет.
Наиболее значимые страны по размеру выручки в 2022 году:
- США — $49,4 млрд;
- Мексика — $5,5 млрд;
- Россия — $4,1 млрд;
- Канада — $3,5 млрд;
- Китай — $2,8 млрд;
- Великобритания — $1,8 млрд;
- ЮАР — $1,8 млрд.

В списке крупнейших публичных компаний в мире Forbes Global 2000 за 2022 год PepsiCo заняла 86-е место. В списке крупнейших компаний США по размеру выручки Fortune 500 заняла 45-е место.
|                | 2001…  | 2006…  | 2011  | 2012  | 2013  | 2014  | 2015  | 2016  | 2017  | 2018  | 2019  | 2020  | 2021  | 2022  | 2023  |
| -------------- | ------ | ------ | ----- | ----- | ----- | ----- | ----- | ----- | ----- | ----- | ----- | ----- | ----- | ----- | ----- |
| Оборот         | 23,51… | 35,14… | 66,50 | 65,49 | 66,42 | 66,68 | 63,06 | 62,80 | 63,53 | 64,66 | 67,16 | 70,37 | 79,47 | 86,39 | 91,47 |
| Чистая прибыль | 2,400… | 5,642… | 6,443 | 6,178 | 6,740 | 6,513 | 5,452 | 6,329 | 4,857 | 12,52 | 7,314 | 7,120 | 7,618 | 8,910 | 9,074 |
| Активы         | 21,70… | 29,93… | 72,88 | 74,64 | 77,48 | 70,51 | 69,67 | 73,49 | 79,80 | 77,65 | 78,55 | 92,92 | 92,38 | 92,19 | 100,5 |

### Рекламные кампании
Начиная с 1940-х годов реклама стала важной частью деятельности компании. Маркетинговая стратегия в значительной мере была направлена против основного конкурента на рынке газированных напитков, The Coca-Cola Company, которая предпринимала ответные меры. Начиная с 1980-х годов это противостояние получило название «Войны кол» (англ. Cola wars).
В 1939 году была запущена первая национальная рекламная кампания по радио. Радиостанции по всей стране транслировали песенку, информировавшую целевую аудиторию о возможности приобрести вдвое больший объём колы за те же 5 центов, что и «Кока-Кола»; эта песенка загружалась во все музыкальные автоматы и была переведена на языки всех этнических групп в США. Успех компании был настолько велик, что к ней возвращались и в последующие десятилетия (хотя цена медленно, но неуклонно росла). Начиная с 1950-х годов реклама «Пепси-Колы», в основном ориентированная на молодёжь, появилась и на телевидении.
Новым этапом конкурентной борьбы стала запущенная в 1975 году рекламная кампания «Вызов Пепси» (англ. Pepsi Challenge), которая имела форму сравнения вслепую «Кока-Колы» и «Пепси-Колы» (дегустации проводились в торговых центрах). Большинство предпочитало более сладкую «Пепси-Колу», поэтому The Coca-Cola Company начала производство новой колы (англ. New Coke) с большим содержанием сахара, однако, не имевшую успеха. Благодаря этой рекламной кампании PepsiCo удалось достичь сравнимых с The Coca-Cola Company показателей продаж.
Для рекламы продукции компания с середины 1980-х начала привлекать популярных исполнителей, таких как Майкл Джексон (до скандала 1992 года), Лайонел Ричи, Тина Тёрнер, Глория Эстефан, пуэрто-риканская группа «Менудо» и другие. Постепенно к деятелям шоу-бизнеса в рекламе PepsiCo добавились спортсмены, в первую очередь футболисты. Была собрана целая команда Пепси, включавшая таких футболистов, как Давор Шукер, Дэвид Бекхэм, Роберто Карлос, Алессандро дель Пьеро, Майкл Оуэн, Дуайт Йорк, Денилсон ди Оливейра, Ариэль Ортега, Ривалдо и Редондо.
С 1996 по 2008 год проводилась рекламная кампания Pepsi Stuff, которая заключалась в сборе баллов за купленные товары PepsiCo, которые можно было обменять на призы.

### PepsiCo в СССР и РФ
В 1959 году во время визита в США Никиту Хрущёва угостил «Пепси-колой» глава департамента международных операций PepsiCo Дональд Кэндалл. Но кроме рекламного эффекта это не имело последствий.
В 1972 году в климате «разрядки» был заключён контракт, в соответствии с которым компания обязывалась построить в СССР десять производственных цехов и поставлять на них концентрат напитка, а взамен на это получила эксклюзивный контракт на дистрибуцию водки «Столичная» в США. В 1974 году в Новороссийске был открыт первый завод компании.
За период с 1973 года по 1981 год отгружено 1,9 миллиона декалитров водки «Столичная» на сумму 25 миллионов долларов. Если бы эта водка была продана по розничным ценам, можно было бы получить 164 миллиона рублей. Напитка «Пепси-Кола» за указанный период выработано 32,3 миллиона декалитров, от продажи которого получено 303,3 миллиона рублей или на 139,3 миллиона рублей больше по сравнению с продажей водки.
Контракт на поставку завершался в 1990 году, поэтому в 1989 году СССР и PepsiCo заключили повторный контракт стоимостью 3 миллиарда долларов по обмену концентрата на водку и небольшой флот советских военных кораблей, включавший 17 подводных лодок, фрегат, крейсер и эсминец, которые компания продала на металлолом.
В марте 2008 года компании PepsiCo и Pepsi Bottling Group приобрели 75,53 % акций российской компании по производству соков «Лебедянский» за 1,4 млрд долларов.
На март 2010 года в России компании принадлежало шесть заводов по розливу прохладительных напитков, завод Frito Lay, выпускающий в год 40 000 тонн чипсов марок Lay’s, Cheetos и «Xpycteam».
В начале ноября 2010 года стало известно, что PepsiCo договорилась с акционерами российской соково-молочной компании «Вимм-Билль-Данн» о её покупке. В ходе первого этапа сделки, завершившегося 3 февраля 2011 года, PepsiCo получила 66 % ВБД за 3,8 млрд долларов (42,37 % акций было выкуплено у основателей и менеджмента компании, ещё 23,52 % акций — у её дочерних компаний), параллельно PepsiCo выкупила на рынке ещё 11 % акций ВБД. В итоге по состоянию на 3 февраля 2011 года PepsiCo владела 76,98 % ВБД, а к концу года сконцентрировала в своих руках почти 100 % акций компании.
После приобретения «Вимм-Билль-Данна» PepsiCo увеличила выручку в России в 2,6 раза, до 4,95 млрд долларов в 2011 году (по сравнению с 2010 годом). Помимо соков и молочной продукции в состав «Вимм-Билль-Данна» входит также ООО «Ессентукский завод минеральных вод на КМВ», выпускающий около половины минеральной воды Ессентуки. В октябре 2018 года было объявлено о намерениях продать этот непрофильный актив.
Продажи PepsiCo в России в 2016 году составили 2,64 млрд долларов.
В апреле 2017 года корпорация запустила в России корпоративный акселератор PepsiCo Lab для стартапов в сфере продуктов и IT-решений для маркетинга. Заявки планировалось отбирать в программы по направлениям «продукты питания» (Food Lab) и «технологии» (Tech Lab). Партнёром в Food Lab должен был выступить центр кулинарных стартапов Mabius, в Tech Lab — экосистема GVA. В 2017 году предполагалось, что общие затраты на проект могут превысить 30 млн рублей.
9 марта 2022 года компания заявила о прекращении рекламной деятельности и производства напитков в России в связи с началом вторжения России на Украину. 20 сентября 2022 года компания прекратила производство напитков под брендами Pepsi, Mirinda, 7UP и Mountain Dew, сообщив, что все концентраты для изготовления газированных напитков в России израсходованы
В августе 2022 года компания представила аналогичные напитки на замену фирменным брендам — «Evervess» и «Frustyle». Позже, в марте 2023 года, появился напиток аналогичный «Pepsi» под брендом «Evervess» (более высокий ценовой сегмент) и «Любимый» (более низкий ценовой сегмент). Также начала производить лимонады и квас под названием «Русский дар».
По итогам 2022 года на Россию пришлось 5 % выручки PepsiCo, годом ранее — 4 %. На Россию приходится около 4 % активов компании.

## Штаб-квартира
Штаб-квартира PepsiCo с 1970 года находится в городе Харрисон, штат Нью-Йорк. Состоит из семи трёхэтажных зданий, соединённых углами и формирующими крестообразный внутренний двор (северная его сторона открыта). Автором проекта был американский архитектор Эдуард Дарелл Стоун, этот один из его последних проектов был завершен в 1967 году. На прилегающей к зданиям территории площадью 0,68 км² расположен скульптурный сад Дональда Кендэлла (англ. Donald M. Kendall Sculpture Gardens), в котором находятся 45 образчиков современной скульптуры таких авторов, как Огюст Роден, Генри Мур, Александр Колдер, Альберто Джакометти, Лоран Анри, Арнальдо Помодоро, Ричард Эрдман, Жан Дюбюффе и Клас Олденбург.

## Руководство
- Калеб Бредхэм (англ. Caleb Bradham, 1866—1934) — основатель первой компании Pepsi-Cola.
- Чарльз Гут (англ. Charles Guth, 1876—1948) — президент The Pepsi-Cola Company с 1931 по 1938 год[51].
- Уолтер Стонтон Мэк мл. (англ. Walter Staunton Mack Jr., 1895—1990) — президент The Pepsi-Cola Company с 1938 по 1951 год[5][52].
- Альфред Стил (англ. Alfred Steele, 1901—1959) — главный исполнительный директор The Pepsi-Cola Company с 1949 по 1959 год[51].
- Дональд Кэндалл (англ. Donald M. Kendall, 1921—2020) — главный исполнительный директор PepsiCo с 1963 по 1986 год, до этого, с 1959 года, возглавлял международное подразделение компании[6].
- Джон Скалли (англ. John Sculley, род. 6 апреля 1939 года) — президент PepsiCo с 1977 по 1983 год.
- Уэйн Каллоуэй (англ. D. Wayne Calloway, 1935—1998) — главный исполнительный директор PepsiCo с 1986 по 1996 год[53]
- Роджер Энрико (англ. Roger Enrico, 1944—2016) — главный исполнительный директор с 1996 по 2001 год[54].
- Стивен Рейнемунд (англ. Steven Reinemund, род. 6 апреля 1948 года) — председатель правления и главный исполнительный директор с 2001 по 2006 год[55].
- Индра Нуйи (англ. Indra Nooyi) — председатель совета директоров PepsiCo с 2007 по 2019 год, также была главным исполнительным директором с 2006 по октябрь 2018 года; с 2000 года была главным финансовым директором, с 2001 года — президентом компании, в PepsiCo с 1994 года. С апреля 2015 года также член совета директоров Schlumberger[55].

Действующее руководство:
- Рамон Лагуарта[англ.] — президент и главный исполнительный директор с 3 октября 2018 года, председатель совета директоров с февраля 2019 года, в компании с 1996 года, до этого работал в Chupa Chups, S.A[56].
- Хью Джонстон (Hugh F. Johnston) — вице-председатель и главный финансовый директор с 2010 года, в компании — с 1987 года.
- Дэвид Флавелл (David J. Flavell) — вице-президент, юрисконсульт и секретарь компании с 2021 года, в PepsiCo с 2011 года, ранее работал в Danone.
- Мари Галлахер (Marie T. Gallagher) — старший вице-президент с 2011 года, в компании с 2005 года.
- Рам Кришнан (Ram Krishnan) — глава подразделений по производству напитков с 2022 года, в компании с 2006 года.
- Сильвиу Поповичи (англ. Silviu Popovici) — президент региона Европа с 2017 года, до этого возглавлял деятельность PepsiCo в России и странах СНГ, до прихода в PepsiCo работал в Coca-Cola HBC.
- Паула Сантилли (Paula Santilli) — глава подразделения Латинской Америки с 2019 года, в компании с 2001 года.
- Кирк Тэннер (Kirk Tanner) — глава подразделения PepsiCo Beverages North America с 2019 года, в компании с 2000 года.
- Юджин Уиллемсен (Eugene Willemsen) — глава подразделения Africa, Middle East, South Asia с 2019 года, в компании с 1995 года.
- Стивен Уильямс (Steven Williams) — глава подразделения Quaker Foods North America с 2019 года, в компании с 1997 года.
- Сегун Агбадже (Segun Agbaje) — независимый член совета директоров; также глава финансовой группы Guaranty Trust Holding Company.
- Шона Браун (англ. Shona L. Brown) — независимый член совета директоров; также старший советник Alphabet.
- Айан Кук (англ. Ian M. Cook) — главный независимый член совета директоров; также председатель правления и CEO Colgate-Palmolive Company.
- Сезар Конде (англ. Cesar Conde) — независимый член совета директоров; также председатель правления NBCUniversal International Group и NBCUniversal Telemundo Enterprises (дочерних компаний NBCUniversal).
- Дина Даблон (англ. Dina Dublon) — независимый член совета директоров; с 1998 по 2004 год была главным финансовым директором и вице-президентом JPMorgan Chase & Co.
- Эдит Купер (Edith W. Cooper) — независимый член совета директоров, также в совете директоров Amazon.com; ранее была вице-президентом Goldman Sachs.
- Мишель Гасс (Michelle Gass) — независимый член совета директоров, также генеральный директор Levi Strauss & Co., ранее карьера проходила в Starbucks.
- Дейв Льюис (Dave J. Lewis) — независимый член совета директоров, с 2014 по 2020 год возглавлял Tesco, до этого карьера проходила в Unilever.
- Дэвид Пейдж (David C. Page) — независимый член совета директоров; также президент Whitehead Institute for Biomedical Research (независимого медицинского научно-исследовательского института).
- Роберт Полад (Robert C. Pohlad) — независимый член совета директоров; также президент Dakota Holdings, LLC; с 2002 по 2010 год возглавлял PepsiAmericas, Inc., вторую крупнейшую независимую бутилирующую компанию «Пепси-Колы».
- Даниэль Васелла (Daniel L. Vasella) — независимый член совета директоров; с 1999 по 2013 год был председателем правления Novartis AG.
- Даррен Уокер (Darren Walker) — независимый член совета директоров; также президент благотворительной организации Ford Foundation (с 2013 года), до этого был вице-президентом фонда Рокфеллеров, ранее занимал различные посты в UBS AG.
- Альберто Вайссер (Alberto Weisser) — независимый член совета директоров; также председатель и CEO агрофирмы Bunge Limited; ранее работал в финансовом отделе BASF Group.

## Акционеры
Акции компании котируются на биржах Nasdaq и SIX Swiss Exchange. У компании около 100 тыс. акционеров.
По состоянию на конец 2022 года институциональным инвесторам принадлежало 74 % акций, крупнейшими из них были: The Vanguard Group (9,5 %), BlackRock (8,0 %), State Street Corporation (4,4 %), Morgan Stanley (2,0 %), Bank of America (1,9 %), Geode Capital Management (1,9 %), Royal Bank of Canada (1,3 %), Charles Schwab Corporation (1,2 %), Northern Trust (1,2 %), JPMorgan Chase (1,2 %), Capital Group Companies (1,1 %), The Bank of New York Mellon (1,1 %).

## Дочерние компании
Основные дочерние компании на конец 2017 года:
- США:
  - Вайоминг Pepsi-Cola Mediterranean, Ltd.
  - Вермонт Hillbrook, Inc.; Mountainview Insurance Company, Inc.; Whitman Insurance Co. Ltd.
  - Делавэр Beaman Bottling Company; Beverages, Foods & Service Industries, Inc.; Boquitas Fiestas, LLC; Bottling Group Financing, LLC; Bottling Group Holdings, LLC; Bottling Group, LLC; Caroni Investments, LLC; CEME Holdings, LLC; Cocina Autentica, Inc.; Copper Beech International, LLC; Davlyn Realty Corporation; Drinkfinity USA, Inc.; Duo Juice Company; Echo Bay Holdings, Inc.; Fabrica de Productos Rene LLC; FL Transportation, Inc.; FLI Andean, LLC; FLI Colombia, LLC; FLI Snacks Andean GP, LLC; Frito-Lay Dip Company, Inc.; Frito-Lay North America, Inc.; Frito-Lay Sales, Inc.; Frito-Lay, Inc.; Gamesa LLC; Gatorade Puerto Rico Company; GB Czech, LLC; GB International, Inc.; GB Russia LLC; GB Slovak, LLC; General Bottlers of Hungary, Inc.; Grayhawk Leasing, LLC; Green Hemlock International, LLC; Heathland, LP; Hillwood Bottling, LLC; IC Equities, Inc.; International Bottlers Management Co. LLC; Inviting Foods Holdings, Inc.; Inviting Foods LLC; IZZE Beverage Co.; Larragana Holdings, LLC; Latin Foods International, LLC; Luxembourg SCS Holdings, LLC; NCJV, LLC; New Bern Transport Corporation; New Century Beverage Company, LLC; Noble Leasing LLC; Northeast Hot-Fill Co-op, Inc.; One World Enterprises, LLC; One World Investors, Inc.; P-A Barbados Bottling Company, LLC; P-Americas, LLC; PBG Canada Holdings, Inc.; PCBL, LLC; PCNA Manufacturing, Inc.; Pepsi Beverages Holdings, Inc.; Pepsi Bottling Group Global Finance, LLC; Pepsi Bottling Holdings, Inc.; Pepsi Logistics Company, Inc.; Pepsi Northwest Beverages LLC; Pepsi Promotions, Inc.; PepsiCo Canada Finance, LLC; PepsiCo Captive Holdings, Inc.; PepsiCo Global Mobility, LLC; PepsiCo Global Real Estate, Inc.; PepsiCo Golden Holdings, Inc.; PepsiCo Overseas Corporation; PepsiCo Wave Holdings LLC; PepsiCo World Trading Company, Inc.; Pepsi-Cola Company; Pepsi-Cola National Marketing, LLC; Pepsi-Cola Operating Company Of Chesapeake And Indianapolis; Pepsi-Cola Sales and Distribution, Inc.; Pine International, LLC; Pinstripe Leasing, LLC; PlayCo, Inc.; Prestwick LLC; Quaker European Beverages, LLC; Quaker Oats Capital Corporation; Rare Fare Holdings, Inc.; Rolling Frito-Lay Sales, LP; Sabritas, LLC; Shoebill, LLC; SIH International, LLC; Smartfoods, Inc.; South Beach Beverage Company, Inc.; TFL Holdings, LLC; The Gatorade Company; Tobago Snack Holdings, LLC; Tropicana Manufacturing Company, Inc.; Whitman Corporation
  - Иллинойс Mid-America Improvement Corporation; South Properties, Inc.
  - Индиана Stokely-Van Camp, Inc.
  - Калифорния Golden Grain Company; KeVita, Inc.; Naked Juice Co. of Glendora, Inc.
  - Массачусетс EPIC Enterprises, Inc.; Stacy’s Pita Chip Company, Inc.
  - Миссисипи S & T of Mississippi, Inc.
  - Миссури Pepsi-Cola Bottling Company Of St. Louis, Inc.; Seven-Up Asia, Inc.
  - Мэриленд C & I Leasing, Inc.
  - Нью-Джерси Pepsi-Cola Metropolitan Bottling Company, Inc.; The Quaker Oats Company
  - Нью-Йорк Hudson Valley Insurance Company
  - Орегон Pepsi-Cola of Corvallis, Inc.;
  - Пенсильвания Naked Juice Co.
  - Техас Homefinding Company of Texas
  - Флорида Environ at Inverrary Partnership; Environ of Inverrary, Inc.; Pepsi-Cola Bottling Company of Ft. Lauderdale-Palm Beach, LLC; Tropicana Services, Inc.
- Австралия: Bell Taco Funding Syndicate; Frito-Lay Australia Holdings Pty Limited; PepsiCo ANZ Holdings Pty Ltd; PepsiCo Australia Financing Pty Ltd; PepsiCo Australia Holdings Pty Limited; PepsiCo Australia International; PepsiCo Beverage Singapore Pty Ltd; PepsiCo Foods Group Pty Ltd; Quaker Oats Australia Pty Ltd; Sakata Rice Snacks Australia Pty Ltd; The Gatorade Company of Australia Pty Limited; The Original Pretzel Company Pty Limited; The Smith’s Snackfood Company Pty Limited
- Австрия: PepsiCo Austria Services GmbH
- Азербайджан: PepsiCo Azerbaijan Limited Liability Company
- Аргентина: Alimesa S.A.; Elaboradora Argentina de Cereales S.R.L.; Fundacion PepsiCo de ArgentinaPepsiCo de Argentina S.R.L.; PSE Logistica S.R.L.
- Армения: PepsiCo Armenia LLC
- Бангладеш: Integrated Beverage Services (Bangladesh) Limited; Integrated Foods & Beverages Pvt. Ltd.
- Барбадос: P-A Bottlers (Barbados) SRL
- Беларусь: PepsiCo Products FLLC
- Бельгия: P.B.I. Fruit Juice Company BVBA; PepsiCo BeLux BVBA; Tropicana Europe N.V.; Veurne Snack Foods BVBA
- Бермуды: Anderson Hill Insurance Limited; Beverage Services Limited; CMC Investment Company; PAS Beverages Ltd.; PAS International Ltd.; PBG International Holdings Partnership; PepsiCo Beverages Bermuda Limited; PepsiCo Euro Bermuda Limited; Pepsi-Cola (Bermuda) Limited; Pepsi-Cola International Limited; Pepsi-Cola Manufacturing (Mediterranean) Limited; PR Beverages Bermuda Holding Ltd.; Snacks Guatemala, Ltd.
- Боливия: PepsiCo Alimentos de Bolivia S.R.L.; PepsiCo De Bolivia S.R.L.
- Босния и Герцеговина: Marbo d.o.o. Laktasi
- Бразилия: Amavale Agricola Ltda.; Cipa Industrial de Produtos Alimentares Ltda.; Cipa Nordeste Industrial de Produtos Alimentares Ltda.; PepsiCo Amacoco Bebidas Do Brasil Ltda.; PepsiCo do Brasil Indústria e Comércio de Alimentos Ltda.; PepsiCo do Brasil Ltda.; Pepsi-Cola Industrial da Amazonia Ltda.; Prev PepsiCo Sociedade Previdenciaria; United Foods Companies Restaurantes S.A.
- Великобритания: PepsiCo Finance Europe Limited; PepsiCo Holdings; PepsiCo International Limited; PepsiCo UK Pension Plan Trustee Limited; Pete & Johnny Limited; Quaker Foods; Quaker Oats Limited; Smiths Crisps Limited; Tropicana United Kingdom Limited; Vitamin Brands Ltd.; Walkers Group Limited
- Венгрия: Fovarosi Asvanyviz es Uditoipari Zartkoruen Mukodo Reszvenytarsasag; Frito Lay (Hungary) Trading and Manufacturing Limited Liability Company; PepsiAmericas Nemzetkozi Szolgaltato Korlatolt Felelossegu Tarsasag; Pepsi-Cola Kft.
- Вьетнам: PepsiCo Foods Vietnam Company
- Гватемала: Alimentos Quaker Oats y Compania Limitada; Fabrica de Productos Alimenticios Rene y Cia S.C.A.; Frito Lay de Guatemala y Compania Limitada; Fundacion Frito Lay de Guatemala; Grupo Frito Lay y Compania Limitada; PepsiCola Interamericana de Guatemala S.A.; Servicios GFLG y Compania Limitada
- Германия: Pepsi Bottling Group GmbH; PepsiCo Deutschland GmbH; Punica Getranke GmbH; SVE Russia Holdings GmbH
- Гибралтар: PBG Mohegan Holdings Limited; PepsiCo (Gibraltar) Limited
- Гондурас: Boquitas Fiestas S.R.L.; Pepsi-Cola de Honduras S.R.L.; Servicios GBF, Sociedad de Responsabilidad Limitada
- Гонконг: China Concentrate Holdings (Hong Kong) Limited; Far East Bottlers (Hong Kong) Limited; PepsiCo Beverages (Hong Kong) Limited; PepsiCo Dairy Management (Hong Kong) Limited; PepsiCo Food & Beverage Holdings Hong Kong Limited; PepsiCo Holdings Hong Kong Limited; PepsiCo Pacific Trading Company, Limited; Snack Food-Beverage Asia Products Limited; Tropicana Beverages Greater China Limited; Tropicana Beverages Limited
- Греция: PepsiCo-IVI EPE; Tasty Foods S.A.
- Грузия: Wimm-Bill-Dann Georgia Ltd.
- Дания: Latin American Snack Foods ApS; PepsiCo Nordic Denmark ApS
- Доминиканская Республика: Frito-Lay Dominicana, S.A.; Fundacion Frito Lay Dominicana
- Египет: Chipsy for Food Industries S.A.E.; Chipsy International for Food Industries S.A.E.; Pep Trade LLC; Pepsi Bugshan Investments S.A.E.; Pepsi Cola Egypt S.A.E.
- Израиль: VentureCo (Israel) Ltd
- Индия: PepsiCo India Holdings Private Limited; PepsiCo India Sales Private Limited
- Индонезия: PT Quaker Indonesia
- Ирландия: Panafota Holdings Unlimited Company; PBG Beverages Ireland Unlimited Company; Pepsi Cola Trading Ireland; PepsiCo (Ireland) Unlimited Company; PepsiCo Global Trading Solutions Unlimited Company; PepsiCo Ireland Food & Beverages Unlimited Company; Pepsi-Cola International, Cork; Pepsi-Cola Manufacturing (Ireland) Unlimited Company; Portfolio Concentrate Solutions Unlimited Company; The Concentrate Manufacturing Company Of Ireland; The Radical Fruit Company New York
- Испания: Abechuko Inversiones, S.L.; Alikate Inversiones, S.L.; Aquafina Inversiones, S.L.; Beimiguel Inversiones, S.L.; Canguro Rojo Inversiones, S.L.; Centro-Mediterranea de Bebidas Carbonicas PepsiCo, S.L.; Compania de Bebidas PepsiCo, S.L.; Enfolg Inversiones, S.L.; Gatika Inversiones, S.L.; Greip Inversiones, S.L; Jatabe Inversiones, S.L.; Jugodesalud Inversiones, S.L.; KAS S.L.; Larragana S.L.; Lorencito Inversiones, S.L.; Manurga Inversiones, S.L.; Miglioni Inversiones, S.L.; Nadamas Inversiones, S.L.; Onbiso Inversiones, S.L.; PepsiCo Europe Support Center, S.L.; PepsiCo Foods, A.I.E.; PepsiCo Holding de Espana S.L.; PepsiCo Iberia Servicios Centrales, S.L.; PepsiCo Manufacturing, A.I.E.; Pet Iberia S.L.; Rasines Inversiones, S.L.; Rebujito Inversiones, S.L.; Ronkas Inversiones, S.L.; Stepplan Inversiones, S.L.; Tropicana Alvalle S.L.; Wesellsoda Inversiones, S.L.;
- Италия: PepsiCo Beverages Italia Societa' A Responsabilita' Limitata
- Казахстан: International Bottlers-Almaty Limited Liability Partnership; Wimm-Bill-Dann Central Asia-Almaty, LLP
- Острова Кайман: BAESA Capital Corporation Ltd.; Beech Limited; Gambrinus Investments Limited; Latin American Holdings Ltd.; Pine International Limited; Spruce Limited
- Канада: Blind Brook Global Holdings Partnership; PBG Investment Partnership; Pepsi Overseas (Investments) Partnership; PepsiCo Canada (Holdings) ULC; PepsiCo Canada Investment ULC; PepsiCo Canada ULC; The Pepsi Bottling Group (Canada), ULC
- Кипр: Corina Snacks Limited; Defosto Holdings Limited; Donon Holdings Limited; Helioscope Limited; Linkbay Limited; PBG Cyprus Holdings Limited; Pepsi-Cola International (Cyprus) Limited; PR Beverages Cyprus (Russia) Holding Limited; PR Beverages Cyprus Holding Limited; Seepoint Holdings Ltd.
- Кыргызстан: Bishkeksut, OJSC
- Китай: PepsiCo (China) Limited; PepsiCo Asia Research & Development Center Company Limited; PepsiCo Dairy Beverages (Shanghai) Limited; PepsiCo Foods (China) Company Limited; Shanghai PepsiCo Snack Company Limited; Shanghai YuHo Agricultural Development Co., Ltd
- Китайская Республика: PepsiCo Foods Taiwan Co., Ltd.
- Колумбия: Comercializadora Nacional SAS Ltda.; Pepsi Cola Colombia Ltda; PepsiCo Alimentos Colombia Ltda.; PepsiCo Alimentos Z.F., Ltda.
- Коста-Рика: Jungla Mar del Sur, S.A.; Sabritas de Costa Rica, S. de R.L.
- Латвия: Latvian Snacks SIA
- Литва: Lithuanian Snacks UAB
- Лихтенштейн: International KAS Aktiengesellschaft
- Люксембург: Barrett Investments S.à r.l.; Bendler Investments S.à r.l; Blind Brook Global Holdings S.à r.l; Brading Holding S.à r.l; Devon Holdings S.à r.l; Dominion Investments S.à r.l; Egmont Holdings Luxembourg S.à r.l; Eridanus Investments S.à r.l; KAS Anorthosis S.à r.l; PAS Luxembourg, S.à r.l; PBG International Holdings Luxembourg Jayhawk S.C.S.; PBG Investment (Luxembourg) S.à r.l; PBG Midwest Holdings S.à r.l; PBG Soda Can Holdings, S.à r.l; PepsiCo Global Investments S.à r.l; PepsiCo Holdings Luxembourg S.à r.l; PRB Luxembourg S.à r.l; Raptas Finance S.à r.l.; Tasman Finance S.à r.l
- Маврикий: PepsiCo Investments Ltd.; PepsiCo Panimex Inc
- Малайзия: PepsiCo (Malaysia) Sdn. Bhd.; QFL OHQ Sdn. Bhd.
- Марокко: Pepsi-Cola Maghreb
- Мексика: Blaue NC, S. de R.L. de C.V.; BUG de Mexico, S.A. de C.V.; Chipiga, S. de R.L. de C.V; Comercializadora PepsiCo Mexico, S de R.L. de C.V.; Confiteria Alegro, S. de R.L. de C.V.; Corporativo Internacional Mexicano, S. de R.L. de C.V.; Desarrollo Inmobiliario Gamesa, S. de R.L. de C.V.; Dutch Snacks Holding, S.A. de C.V.; Fabrica PepsiCo Mexicali, S. de R.L. de C.V.; Fundacion PepsiCo Mexico, A.C.; Gamesa, S. de R.L. de C.V.; Gas Natural de Merida, S. A. de C. V.; Grupo Gamesa, S. de R.L. de C.V.; Grupo Sabritas, S. de R.L. de C.V.; Inmobiliaria Interamericana, S.A. De C.V.; KRJ Holdings, S. de R.L. de C.V.; Maizoro, S. de R.L. de C.V.; PepsiCo de Mexico S. de R.L. de C.V.; PepsiCo Mexico R&D Biscuits, S.C.; PepsiCo Mexico R&D Savory, S.C.; Pepsi-Cola Mexicana, S. de R.L. de C.V.; QBU Marketing Services, S. de R.L. de C.V.; Sabritas, S. de R.L. de C.V.
- Нигерия: PepsiCo Beverages International Limited
- Нидерландские Антильские острова: Pei N.V.; PepsiCo Antilles Holdings N.V.; PepsiCo Euro Finance Antilles B.V.; PepsiCo Finance (Antilles A) N.V.; Punch N.V.
- Нидерланды: Duo Juice Company B.V.; Duyvis Production B.V.; Forest Akers Nederland B.V.; Frito-Lay Global Investments B.V.; Frito-Lay Investments B.V.; Frito-Lay Netherlands Holding B.V.; PAS Netherlands B.V.; Pepsi B.V.; Pepsi Bottling Group Hoosiers B.V.; PepsiCo Global Investments B.V.; PepsiCo Light B.V.; PepsiCo Max B.V.; PepsiCo Nederland B.V.; PepsiCo One B.V.; PepsiCo Products B.V.; PepsiCo Twist B.V.; Pepsi-Cola Bottlers Holding C.V.; Quaker Development B.V.; Quaker Oats B.V.; Sandora Holdings B.V.; Seven-Up Light B.V.; Seven-Up Nederland B.V.
- Никарагуа: Sabritas Snacks America Latina de Nicaragua y Cia, Ltda
- Новая Зеландия: Bluebird Foods Limited
- Норвегия: PepsiCo Nordic Norway AS
- ОАЭ: PepsiCo Gulf International FZE; PepsiCo Nutrition Trading DMCC
- Пакистан: PepsiCo Foods (Private) Limited; Pepsi-Cola International (Private) Limited
- Панама: Alimentos del Istmo, S.A.
- Парагвай: PepsiCo Del Paraguay S.R.L.
- Перу: Fundacion PepsiCo; Goveh S.R.L.; Inversiones Borneo S.R.L.; Pepsi-Cola Panamericana S.R.L.; Snacks America Latina S.R.L.
- Польша: Frito Lay Sp. zo.o.; Frito-Lay Poland Sp.z.o.o.; PepsiCo Consulting Polska Sp. z.o.o.; PepsiCo Logistyka Sp. z.o.o.; Pepsi-Cola General Bottlers Poland SP, z.o.o.
- Португалия: Matudis — Comercio de Produtos Alimentares, Limitada; Matutano — Sociedade de Produtos Alimentares, Lda.
- Пуэрто-Рико: PCTI Puerto Rico, Inc.; PepsiCo Caribbean, Inc.; Pepsi-Cola Marketing Corp. Of P.R., Inc.; Q O Puerto Rico, Inc.; Real Estate Holdings, LLC; Servicios Gamesa Puerto Rico, L.L.C.
- Республика Корея: Pepsi-Cola Korea Co., Ltd.
- Россия: АО «Большереченский молкомбинат»; Enter Logistica, LLC; ООО «Ессентукский завод минеральных вод на КМВ»; Food Production, CJSC; Frito-Lay Manufacturing LLC; АО «Гулкевичский маслозавод»; АО холдинговая компания «Ополье»; АО «Кунгурский молкомбинат»; Lebedyansky Holdings, LLC; Lebedyansky, LLC; Office at Solyanka LLC; PepsiCo Holdings, LLC; Troya-Ultra LLC; Wimm-Bill-Dann Beverages, JSC; Wimm-Bill-Dann Brands Co. Ltd.; Wimm-Bill-Dann Foods LLC; АО «Вимм-Билль-Данн»
- Румыния: Quadrant — Amroq Beverages S.R.L.; Star Foods E.M. S.R.L.
- Сальвадор: Sabritas y Cia. S en C de C.V.; Servicios SYC, S. de R.L. de C.V.
- Саудовская Аравия: Saudi Snack Foods Company Limited
- Сербия: Marbo Product d.o.o. Beograd
- Сингапур: Concentrate Holding Uruguay Pte. Ltd.; Concentrate Manufacturing (Singapore) Pte. Ltd.; PepsiCo International Pte Ltd.
- Словакия: Pepsi-Cola SR, s.r.o.
- Таиланд: International Refreshment (Thailand) Co., Ltd.; PepsiCo Services Asia Ltd.; Pepsi-Cola (Thai) Trading Co., Ltd.; Pepsi-Cola Beverages (Thailand) Co., Ltd.
- Тринидад и Тобаго: Frito-Lay Trinidad Unlimited
- Турция: Frito Lay Gida Sanayi Ve Ticaret Anonim Sirketi; Fruko Mesrubat Sanayi Limited Sirketi; Pepsi Cola Servis Ve Dagitim Limited Sirketi
- Узбекистан: ИП ООО «PEPSICO HOLDINGS TOSHKENT», Представительство Frito Lay Manufacturing
- Украина: ООО «Sandora»; Pepsi-Cola Ukraine LLC; SE «Sundance»; Wimm-Bill-Dann Ukraine, PJSC
- Уругвай: Papas Chips S.A.; Pepsi-Cola Manufacturing Company Of Uruguay S.R.L.
- Филиппины: Pepsi-Cola Far East Trade Development Co., Inc.
- Финляндия: PepsiCo Nordic Finland Oy
- Франция: PepsiCo France SNC; PepsiCo Management Services SAS
- Чехия: PepsiCo CZ s.r.o.
- Чили: Evercrisp Snack Productos de Chile S.A.; Inversiones PFI Chile Limitada
- Швейцария: Frito-Lay Trading Company (Europe) GmbH; Frito-Lay Trading Company (Poland) GmbH; Frito-Lay Trading Company GmbH; PepsiCo Beverages Switzerland GmbH; Snack Food Investments GmbH
- Эквадор: Lacenix Cia. Ltda.; PepsiCo Alimentos Ecuador Cia. Ltda.; Pepsi-Cola Ecuador Cia. Ltda.
- Эстония: PepsiCo Eesti AS
- ЮАР: PepsiCo Finance (South Africa) (Proprietary) Limited; Simba (Proprietary) Limited
- Япония: PepsiCo Japan Co., Ltd.